# Symmela mutabilis
Symmela mutabilis är en skalbaggsart som beskrevs av Wilhelm Ferdinand Erichson 1835. Symmela mutabilis ingår i släktet Symmela och familjen Melolonthidae. Inga underarter finns listade i Catalogue of Life.